# شيرمين شاهريفار
شيرمين شاهريفار (بالفارسية: شرمینه شهریورتهرانی؛ ولدت في 20 تشرين الثاني 1982) عارضة أزياء ألمانية من أصول إيرانية، حاملة لقب ملكة جمال بعدما توجت بمسابقة ملكة جمال أوروبا 2005. من قبل ملكة أوروبا السابقة المجرية سوزان لاكي في باريس. شيرمين هي ابنه لام ألمانية وأب إيراني.

## مسيرتها
أصبحت ملكة جمال ألمانيا في عام 2004 ثم فاز باللقب العام بمسابقة ملكة جمال أوروبا في عام 2005 في حين تتنافس في فرنسا.

## روابط خارجية
- شيرمين شاهريفار على موقع IMDb (الإنجليزية)

- Shermine at Model Management
- At Iranian.com
- Iran-Plus photos
- Persian Mirror article
- American Apparel Models